# Torre de Sant Vicent
La torre de Sant Vicent situada a l'Avinguda Ferrandis Salvador de Benicàssim (Plana Alta, País Valencià), construïda al segle xvi en estil renaixement, constituïa una de les divuit torres de guaita amb què comptava al llarg de la costa el que és avui la província de Castelló, i que tenien com a missió la vigilància i defensa de les seues costes.
Escolano quan fa el recorregut per totes elles diu d'aquesta: 
| « | En el Grao de Castellón que es una casa donde se recogen los pescadores y sus jarcias hay una torre a una legua y media de la de Mijares (actualment desapareguda), por la costa guardada con dos de a pie y dos a caballo. Desta se toma la vereda cosa de una legua a la torre de la Olla de Benicasim, a quien precede un poco antes la punta del Marjal. Guardan esta torre, dos soldados de a pie y dos de a caballo y desde ella se camina a la de San Julián una legua; y de esta a la de las Colomeras, un cuarto donde se cuela en el mar el cabo que llaman de las Colomeras los marineros | » |

Tota aquesta zona vivia moments d'inseguretat, com a conseqüència dels continus atacs corsaris. Precisament, l'anomenada Olla de Benicàssim, lloc protegit per al calat d'embarcacions, constituïa un dels llocs preferits per al desembarcament de corsaris i barbarescos. Per això, a mitjan segle xvi es construí la torre de Sant Vicent, per decisió presa en les Corts de Montsó. Cavanilles diu 
| « | El mar fa aquí un arc que es recolza al nord de la punta, on hi ha la torre Colomer i al migdia a la d'Almassora i abriguen les embarcacions petites. Les galiotes i xabeques dels moros s'han valgut d'ella per ocultar i fer les seues pirateries. | » |

## Descripció

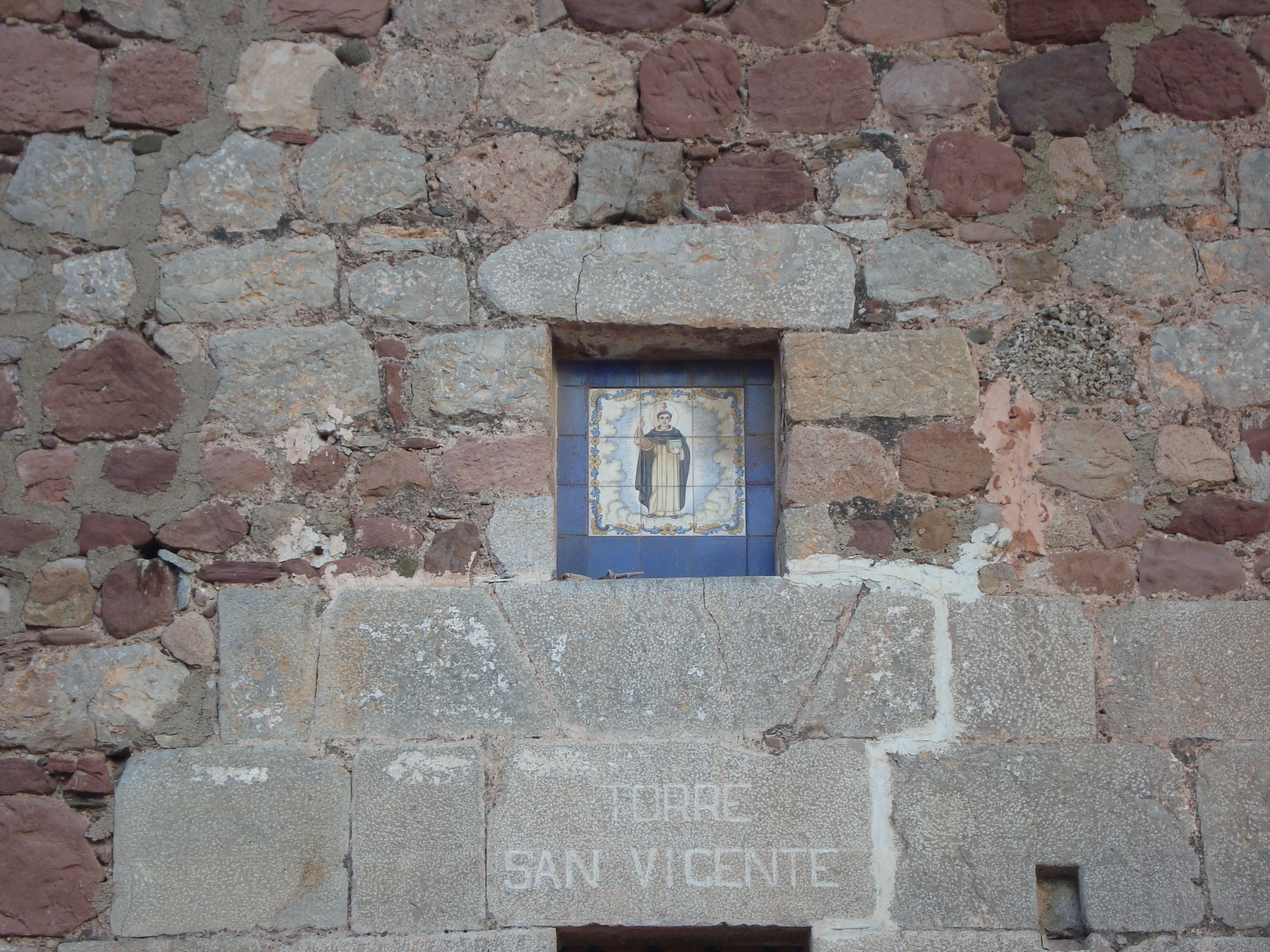
Torre de Sant Vicent (Benicàssim)

La torre, que té situat al seu costat una antiga Caserna de la Guàrdia Civil, constitueix un fort bastió, la part inferior està atalussada a manera de contrafort. És de planta quadrada, construït de maçoneria aconcertada i angulars de carreu. Té un matacà amb espitlleres i en els cantons de la part posterior que dona al mar, dues torretes circulars a l'altura de la terrassa.
S'accedeix a l'interior per una sola porta que es troba a un metre vuitanta del nivell del sòl. La planta està dividida per dues parets en forma de creu amb accés a les quatre sales, per mitjà de quatre petites portes. En una de les sales hi ha una llar de foc i una estreta escala que dona accés a la terrassa de la torre. Aquesta terrassa està suportada en una gran volta situada a cinc metres del pis del saló.